# 王正雅
王正雅（8世纪—831年），字光谦，并州晋阳县（今山西省太原市）人，唐朝大臣。御史大夫王翊弟王翃之子。
王正雅年轻时以孝行修谨闻名。元和初年，举进士，登甲科。元和十一年（816年）为监察御史，三次拜万年县令，在京师抑强扶弱，有政声，得到唐穆宗褒奖。升任户部郎中、太常少卿，出为汝州刺史。不满监军宦官，称病辞职。入朝为大理卿，不畏权势，敢于直言。力争宋申锡免死，百官推重。大和五年（831年）十一月去世，追赠左散骑常侍。他的堂弟王重，王重的孙子王凝。

## 延伸阅读
[在维基数据编辑]
 《舊唐書/卷165》，出自刘昫《舊唐書》